# 小堀政一
小堀 政一（こぼり まさかず）は、安土桃山時代から江戸時代前期にかけての大名、茶人、建築家、作庭家、書家。
2代備中国代官で備中松山城主、のち近江国小室藩初代藩主。伏見奉行、上方郡代と江戸幕府成立期の京都伏見にて、畿内近国支配に重要な役目を果たした。官位は従五位下遠江守。茶道の遠州流の祖。
一般には小堀遠州（こぼり えんしゅう）の名で知られるが、「遠州」は武家官位の受領名の遠江守に由来する通称で後年の名乗り。道号に大有宗甫、庵号に孤篷庵がある。

## 出自
小堀氏の本姓は藤原氏で、光道の代に近江国坂田郡小堀村（現・滋賀県長浜市）に居住して村名を姓として名乗った。光道から6代の後の小堀正次は、縁戚であった浅井氏に仕えていたが、天正元年（1573年）の浅井氏滅亡後は羽柴秀吉の弟・秀長の家臣となった。

## 生涯
天正7年（1579年）、小堀正次の長男として誕生。母は磯野員昌娘。幼名は作助、元服後は、正一、政一と改める。
天正13年（1585年）、豊臣秀長が大和郡山城に移封されると、父・正次は家老となり、政一も共に大和郡山に移った。
この頃、秀長は山上宗二を招いたり、千利休に師事するなどし、大和郡山は京・堺・南都（奈良）と並んで茶の湯の盛んな土地となっていた。小姓だった政一は、秀吉への給仕を務め、利休や黒田如水、長政父子とも出会い、長い親交を深めていった。また、父の勧めもあって大徳寺の春屋宗園に参禅した。
秀長の死後を嗣いだ秀保もまもなく死去したため、文禄4年（1595年）に秀吉直参となって伏見に移ることになった。ここで政一は古田織部に茶の湯を学ぶことになる。
慶長3年（1598年）、秀吉が死去すると、正次・政一は徳川家康に仕えた。
慶長4年（1599年）3月6日には、古田織部に従い、金森可重、石川貞通などの武士、津田宗凡などの堺・京の町衆たち30人とともに吉野で花見を催した。その時、織部は荷（にない）茶屋に「利休妄魂」の額を掲げた。
父・正次は関ヶ原の戦いでの功により備中松山城を賜り、慶長9年（1604年）の父の死後、政一はその遺領1万2,460石を継いだ。浅井郡小峰邑主。
慶長13年（1608年）には駿府城普請奉行となり、修築の功により、慶長14年（1609年）、従五位下 遠江守に叙任された。以後この官名により、小堀遠州と呼ばれるようになる。
居所としては、正次の頃から伏見城下の六地蔵西町に屋敷があったが、越後突抜町（三条）にも後陽成院御所造営に際して藤堂高虎から譲られた屋敷があった。また元和3年（1617年）に河内国奉行を兼任となり、大坂天満南木幡町に役宅を与えられた。
元和5年9月（1619年10月）、近江小室藩に移封され、さらに元和8年8月（1622年9月）に近江国奉行に任ぜられる。
元和9年12月（1624年1月）、伏見奉行に任ぜられる。寛永9年（1632年）、伏見城南方清水谷にあった奉行所と六地蔵西町の自邸を、伏見城西方常磐町の富田信濃守屋敷跡に移転新築する。
寛永11年（1634年）、畿内近国八か国を総監する上方郡代に任ぜられる。
晩年になり真偽は不明であるが公金1万両を流用したとする嫌疑がかかった。しかし、酒井忠勝・井伊直孝・細川三斎（忠興）らの口添えにより不問とされた。
その後も伏見奉行を務めながら、3つの茶室「松翠亭」「転合庵」「成趣庵」や、数奇屋「松翠亭」、伏見城の礎石などを利用した庭園を擁する伏見奉行屋敷にて茶の湯三昧に過ごし、正保4年2月6日（1647年3月12日）69歳で死去した。

### 作事
政一の公儀作事に関する主な業績としては備中松山城の再建、駿府城修築、名古屋城天守、後陽成院御所造営等の宮中や幕府関係の作事奉行が挙げられる。
宮中造営の業績のほかに品川東海寺（徳川家の菩提寺兼別荘）、将軍上洛の際の休泊所である水口御殿（滋賀県甲賀市水口町水口）、永原御殿（滋賀県野洲市永原）、伊庭御殿（滋賀県東近江市伊庭町）、柏原御殿（滋賀県米原市柏原）、大坂城内御茶屋などが知られている。また京都の寺では将軍の側近・以心崇伝の住坊である南禅寺塔頭金地院内東照宮や御祈祷殿（方丈）側の富貴の間、茶室および庭園、同寺本坊の方丈庭園など準公儀の作事に参画しているが、政一の書状の文面から推察できるように、彼は江戸にある幕府からの愛顧を気にしていた関係から公儀の作事（幕府の対皇室政策）以外は公家への出入りは極力避けていた。師・古田織部のような非業の死を避けるためとも思われる。
政一が奉行として参画したと思われる遺構は建築としては妙心寺塔頭麟祥院の春日局霊屋（慶長年間、うち溜りを移建）、氷室神社拝殿（慶長年間、内裏池亭を移建）、大覚寺宸殿（慶長年間の内裏の元和期増造の際に中宮宸殿となる）、金地院東照宮、同茶室（重文）、同方丈南庭（鶴亀庭）、南禅寺本坊方丈南庭、大徳寺塔頭龍光院の密庵席（国宝）、孤篷庵表門前の石橋、同前庭、同忘筌席露地（建築は寛政年間に焼失後、旧様式を踏襲して復元された）、仙洞御所南池庭のいで島およびその東護岸の石積み部分などである。京都の金工師で加賀藩前田家の家臣の後藤覚乗の茶室擁翠亭は、「十三窓席」といわれた多窓茶室である。また札幌市にある草庵茶室八窓庵（旧舎那院忘筌、重文）、加賀大聖寺藩の長流亭も手がけていると言われる。
庭園の作風については政一は師である織部の作風を受け継ぎ発展させたとされるが、特徴は庭園に直線を導入したことである。屏風画に残る御所で実施した築地の庭（後には改修される）や桂離宮の輿寄の「真の飛石」が小堀好みと伝えられた所以とされるが、種々な形の切石を組み合わせた大きな畳石と正方形の切石を配置した空間構成は以前には見られないもので、特に松琴亭前の反りのない石橋は圧巻である。また樹木を大胆に刈り込み花壇を多く用い、芝生の庭園を作るなどの工夫は西洋の影響が指摘される。

### 茶の湯
政一の茶の湯は現在では「きれいさび」と称され、遠州流や小堀遠州流として続いている。政一は和歌や藤原定家の書を学び、王朝文化の美意識を茶の湯に取り入れた。
また、秀吉の時代以前に名物とされた茶道具の多くが秘蔵の品として入手困難となっていたため、新たにこれはという茶道具に銘をつけて宣伝し、名物として認知されるようにしていった。その際、彼は和歌や歌枕の地名、伊勢物語や源氏物語といった古典から取った銘を用い、同じようなデザインのものを「○○手」として類型化した上で特定の固体を「本歌」とし、同じ手のものには本歌にちなんだ銘を与えることで、茶道具のデザインを系統立てて把握できるような仕組みを考案した。
こうして小堀が有名にした茶道具群は、後世中興名物と呼ばれることとなり、所持した道具目録は遠州蔵帳といわれた。
茶室においては、織部のものより窓を増やして明るくした13の窓を持つ茶室「擁翠亭」がある。これは前田利常に依頼されて設計したものである。政一は生涯で約400回茶会を開き、招いた客は延べ2,000人に及ぶと言われる。彼の著名な門下としては松花堂昭乗、沢庵宗彭、武士には松平正信、加賀爪直澄、前田光高、神尾元勝などがいる。

### 七宝
小堀遠州は、茶室などの空間設計の一環に七宝細工による色彩や装飾を本格的に取り入れた（伝承上の）最初の人物である。遠州は、豊臣秀吉に仕えていた金工師の嘉長を登用し、戸袋や襖の引き手など七宝細工の製作にあたらせたと伝えられている。嘉長は伊予（現在の愛媛県）松山の生まれの金工で、京都の堀川油小路に住んでいた。
桂離宮の松琴亭の二の間戸袋の巻貝形七宝引手は遠州の指導により意匠をさずけられた嘉長の作という。
京都の桂離宮、曼殊院、修学院離宮、大徳寺などの七宝引手や釘隠しは、今でも建屋の中で使われている状態を見ることができる。千利休や古田織部好みの茶室などと比較すると、七宝による装飾は遠州好みの書院風の空間によくなじむ。
なお、小堀家の家紋「花輪違紋」は「七宝花菱」とも呼ばれているが、これは、輪違い連続文様における一つの輪が四方へと無限に広がる様子、「四方」が「七宝」に転じたものという説や、「花輪違」は四個の輪からできており「四方襷（しほうたすき）」あるいは「十方」などとも呼ばれたことから、「十方」がなまって「七宝」に転じたという説がある。
ところで、七宝細工を意味する「七宝瑠璃」という語は、室町時代、足利義政が将軍の頃から使われているが、七宝瑠璃と七宝紋の関係については不明である。遠州以前の室町時代、利休の茶の湯の隆盛の下では、華麗な色彩が身上の七宝器は茶人の受け入れるところではなかったという。豊かな色彩や装飾性が一般に受け入れられるようになったのは、遠州や琳派の時代（桃山時代以降）を迎えてからのことであった。

### その他
- 八条宮智仁親王、近衛応山（信尋）、木下長嘯子など当代一流の文化人たちとの交際が知られる。元和7年（1621年）と寛永19年（1642年）の江戸から上洛途次の歌入日記にもその文学趣味がよく現れている。
- 政一が着用したと伝えられる具足が東京国立博物館に所蔵されている。
- 松山（高梁）に居住していた時、備中国で多く作られていた柚子を使い独自のゆべしを考案、同所の銘菓となった。現在でも高梁市の銘菓として知られ、代表的な土産物となっている。

## 所持道具（遠州蔵帳）
- 吉田堯文「遠州蔵帳」『茶道叢書　第3編』河原書店、 1936年。
- 藤田恒春 「小室藩道具蔵帳」『茶書研究　第8号』宮帯出版社、2019年。

## 系譜
- 父：小堀正次（1540-1604）
- 母：磯野員昌娘
- 正室：藤堂高虎養女 - 藤堂良政の娘
  - 次男：小堀正之（1620-1674）
- 側室：三沢局（1611-1656） - 茂子、浄心院殿妙秀日求大姉、三沢為毗の娘
  - 五男：小堀政貞（1641-?）
- 生母不明の子女
  - 男子：小堀政尹
  - 男子：小堀政孝
  - 男子：多羅尾光忠
  - 女子：平岡頼資正室
  - 女子：池田重政正室
  - 女子：平井某室
  - 女子：下間某室
  - 女子：小堀正憲室

## 関連書籍（近年刊）
- 森蘊 『小堀遠州』 吉川弘文館〈人物叢書〉 1967年、新装版 1988年）
- 藤田恒春 『小堀遠江守正一発給文書の研究』 東京堂出版 2011年 ISBN 978-4-490-20813-9
- 熊倉功夫『小堀遠州茶友録』中公文庫、2007年
- 小堀宗実ほか 『小堀遠州　綺麗さびの極み』 新潮社〈とんぼの本〉 2006年 ISBN 4-106-02144-7
- 『小堀遠州 「綺麗さび」のこころ』 平凡社〈別冊太陽 日本のこころ〉 2009年 ISBN 4-582-92160-4
- 深谷信子『小堀遠州 綺麗さびの茶会』 大修館書店 2013年
- 小堀宗慶『小堀遠州の美を訪ねて』集英社、2010年
- 小堀宗実『日本の五感 小堀遠州の美意識に学ぶ』角川書店、2016年
- 矢部良明『宗旦VS.遠州』宮帯出版社、2021年